# Сэйрэй (сёги)
Сэйрэй (яп. 清麗) — самый молодой (на 2022 год) женский титул в профессиональных сёги. Разыгрывается в турнире Сэйрэй-сэн (яп. 清麗戦 турнир Сэйрэй), полное название которого — Тайсэй кэнсэцу-хай Сэйрэй-сэн (яп. 大成建設杯清麗戦 Кубок Сэйрэй строительной корпорации Тайсэй); первые два сезона носил название  Хю:рикку-хай Сэйрэй-сэн (яп. ヒューリック杯清麗戦). Приз за завоевание титула — 7 миллионов иен. Спонсируется корпорацией Тайсэй (с 2020 года) и Японской ассоциацией сёги.

## История
Учреждённый в конце 2018 года, Сэйрэй стал седьмым титулом в женских профессиональных сёги. При этом глава Японской ассоциации сёги Ясумицу Сато отметил, что за последние годы уровень женских сёги существенно вырос, и новый титул учреждается для увеличения числа сёгисток и их возможностей раскрыть свои силы.
Первый розыгрыш титула состоялся в 2019 году. Победительницей стала Кана Сатоми, победившая в финале Томоми Кай. В 2020 году она защитила свой титул против Хацуми Уэды, но в 2021 уступила его Момоко Като.

## Структура
В турнире разрешено участвовать только профессиональным сёгисткам. Даже ученицы Сёрэйкай, владеющие другими титулами, участвовать в нём права не имеют. Отборочная система устроена так, что для выигрыша статуса претендентки на финальный матч участницы могут проиграть лишь одну партию, но не более: первое поражение переводит участниц из основной группы в дополнительную, а второе приводит к выбыванию из турнира. В основной группе на партию каждой участнице даётся по 3 часа, в дополнительной — по 2 часа, бёёми — 1 минута.
Финальный матч между претенденткой (победительницей отборочного турнира) и обладательницей титула состоит из 3—5 результативных партий («до третьей победы»), на партию каждой участнице отводится по 4 часа, бёёми — 1 минута.

## Титульные матчи
| № | Сезон | Победительница | счёт  | Финалистка  |
| - | ----- | -------------- | ----- | ----------- |
| 3 | 2021  | Момоко Като    | 3 — 2 | Кана Сатоми |
| 2 | 2020  | Кана Сатоми    | 3 — 2 | Хацуми Уэда |
| 1 | 2019  | Кана Сатоми    | 3 — 0 | Томоми Кай  |